# RNK Split
Az RNK Split egy horvát labdarúgócsapat, melynek székhelye Splitben található. Jelenleg a horvát labdarúgó-bajnokság első osztályában szerepel. Hazai mérkőzéseiket a 4075 fő befogadására alkalmas Park Mladeži Stadionban játsszák.

## Sikerek
- Horvát másodosztály: 
  - 1. hely (3): 1996–97 (déli-csoport), 1997–98 (déli-csoport), 2009–10

### Európai kupákban való szereplés
| Szezon  | Sorozat     | Forduló | Ellenfél | Hazai | Idegenbeli | Össz. |
| ------- | ----------- | ------- | -------- | ----- | ---------- | ----- |
| 2011–12 | Európa-liga | SK2     | Domžale  | 3–1   | 2–1        | 5–2   |
| 2011–12 | Európa-liga | SK3     | Fulham   | 0–0   | 0–2        | 0–2   |

## Játékosok

### Jelenlegi keret
2013. július 22. szerint.
| #  |     | Poszt | Név              |
| -- | --- | ----- | ---------------- |
| 1  | CRO | K     | Hrvoje Sunara    |
| 3  | CRO | V     | Denis Glavina    |
| 4  | CRO | V     | Ivica Križanac   |
| 5  | CRO | V     | Branko Vrgoč     |
| 5  | BIH | V     | Velimir Vidić    |
| 6  | CRO | V     | Tomislav Glumac  |
| 7  | CRO | CS    | Aljoša Vojnović  |
| 8  | CRO | KP    | Ante Vitaić      |
| 9  | CRO | CS    | Mate Bilić       |
| 10 | CRO | KP    | Ante Erceg       |
| 12 | CRO | K     | Danijel Zagorac  |
| 14 | CRO | CS    | Goran Roce       |
| 15 | BIH | KP    | Mario Kvesić     |
| 16 | CRO | V     | Tomislav Radotić |
| 17 | CRO | KP    | Mate Pehar       |

| #  |     | Poszt | Név               |
| -- | --- | ----- | ----------------- |
| 19 | CRO | KP    | Tomislav Dujmović |
| 20 | BIH | V     | Ivan Radeljić     |
| 21 | CRO | CS    | Marin Zulim       |
| 22 | CRO | CS    | Antonio Mršić     |
| 23 | CRO | KP    | Goran Paracki     |
| 25 | CRO | V     | Filip Marčić      |
| 26 | CRO | KP    | Nino Galović      |
| 29 | CRO | V     | Ivan Ibriks       |
| 30 | CRO | K     | Hrvoje Višić      |
| 33 | CRO | V     | Josip Tomašević   |
| 34 | CMR | CS    | Henri Belle       |
|    | CRO | V     | Dario Rugašević   |
|    | CRO | CS    | Ivan Baraban      |
|    | CAN | CS    | Taj Sangara       |